# Хаким Ворик
Хаким Ворик (енгл. Hakim Warrick; Филаделфија, Пенсилванија, 8. јул 1982) је амерички кошаркаш. Игра на позицијама крилног центра и центра.